# Luca Badoer
Luca Badoer (Montebelluna, 25. siječnja 1971.) talijanski vozač Formule 1.